# Umedalen Skulptur
63°50′53″N 20°10′08″Ø / 63.847933°N 20.168753°Ø
Umedalen Skulptur blev arrangeret første gang i 1994 og er nu en permanent skulpturudstilling (også kendt som Umedalens skulpturpark) på det tidligere sygehusområde i Umedalen i Umeå.
Siden år 2000 har udstillingen - med tilførsel af nye skulpturer – været arrangeret hvert andet år; senest 9. juni–12. august 2012.

## Baggrund
Bagved udstillingen står Balticgruppen, som i 1987 købte det nedlagte psykiatriske hospital Umedalen – ca. 20 huse beliggende i en park – af Västerbottens läns landsting, med hjælp fra Galleri Sandström Andersson.
Over 150 svenske og internationale kunstnere har gennem årene udstillet deres værker i parken. Balticgruppen, som finansierer arrangementet, har desuden indkøbt 26 skulpturer som nu udgør en permanent udstilling. Blandt disse findes værker af Miroslaw Balka, Louise Bourgeois, Tony Cragg, Charlotte Gyllenhammar, Anish Kapoor og David Wretling.
Umedalen Skulptur, som er frit tilgængeligt for besøgende året rundt, er med tiden blevet en af Västerbottens mest populære attraktioner, med over 20 000 besøgende hver sommer.

## Permanent udstillede værker (udvalg)[2]
- Mor och Barn (1958), bronze, af David Wretling
- Still Running (1990-93), støbejern, af Antony Gormley
- Pillar of light (1991), sandsten, af Anish Kapoor
- Utan titel (1994), galvaniserede badekar, af Carina Gunnars
- Arch (1995), granit, af Claes Hake
- Eye Benches II (1996-97), sort granit fra Zimbabwe, af Louise Bourgeois
- Social Meeting (1997), træski, af Raffael Rheinsberg
- Utan titel (1998), malet bronze, af Roland Persson
- She leaves the lights on and forgets the room (1998), stål og sanitetsporcelæn, af Meta Isaeus-Berlin
- Stevensson (Early Forms), bronze, (1999), af Tony Cragg
- Alliansring (2000), bronze, af Anna Renström
- Utan titel (2001), granit, af Bård Breivik
- Skogsdunge (2002), flagstænger, af Kari Cavén
- Utan titel (2002), rustfrit stål, af Anne-Karin Furunes
- Out (2004), bronze, af Charlotte Gyllenhammar
- Homestead (2004), beton, af Clay Ketter
- Dysfuntional Outdoor Gym (2004), træ, metal og reb, af Torgny Nilsson
- Den sjuka flickan (2004),stål, af Jacob Dahlgren
- Flip (2006), stål, af Mats Bergquist
- Trafikskyltar af Mikael Richter

## Udvalgte priser
- 2000 Sveriges Tidskrifters pris for Bedste kunstarrangement i Sverige år 2000
- 2005 Boverkets pris Sveriges bedste park 2005
- 2007 Umeåregionens turismepris

## Galleri
- Early Forms af Tony Cragg
- Trajan's Shadow af Sean Henry
- Tillåtet af Mikael Richter
- Mor och Barn af David Wretling
- Still Running af Antony Gormley
- Klassresa af Kari Cavén
- Pillar of light, 1991, af Anish Kapoor

### Andre
1. ↑  "Umedalen skulpturs hjemmeside". Arkiveret fra originalen 12. juni 2010. Hentet 2013-12-13.
2. ↑  Oplysninger fra karalogetUmedalen Skulptur 2008 fra Galleri Andersson Sandström fra 2008, ISSN 1402-9944  (Webside ikke længere tilgængelig), Hentet 2009-01-13